# Pablisme
 (janvier 2018).
Le pablisme est le nom donné par ses opposants lambertistes à la tendance majoritaire du congrès de 1953 de la Quatrième internationale, en référence à Michalis Raptis dit Pablo qui en était le principal leader. Pablo avait été l'organisateur de la fusion des trois mouvements trotskistes français au sein de la Quatrième Internationale pendant la Seconde Guerre mondiale, laquelle avait mené à la création à la Libération du Parti communiste internationaliste (PCI).

## 1952-1965: de la scission lambertiste de laIVeInternationaleà l'appui du pablisme à l'Algérie indépendante
Une scission majeure intervient dans la Quatrième internationale pendant la guerre de Corée, en 1952. La majorité des militants de la section française, le Parti communiste internationaliste (PCI), suivant en cela Pierre Boussel, Marcel Bleibtreu et Michel Lequenne, refuse la stratégie d'entrisme dans le Parti communiste français (PCF) et la Confédération générale du travail (CGT), l'un et l'autre staliniens, préconisée par Michel Pablo et une majorité de la direction internationale de la IVe  Internationale autour de lui. Pierre Boussel, dit « Lambert » prend finalement le contrôle de ce courant dissident, après avoir évincé Marcel Bleibtreu et Michel Lequenne, d'où le qualificatif de "lambertiste" donné à cette scission par ses adversaires, et le lambertisme s'organise dans l'Organisation communiste internationaliste (OCI) en 1965.
Les « lambertistes » qualifient, eux, de « pablistes » non seulement le secrétariat de la IVe Internationale mais surtout le groupe de militants français de ce qui reste du PCI qui suit Michel Pablo.
Après avoir soutenu la rupture titiste et la politique « autogestionnaire » de la Yougoslavie, la IVe Internationale dirigée par Michel Pablo soutient le Front de libération nationale pendant la guerre d'Algérie, en l'aidant à fabriquer des faux-papiers, et même à construire une usine d'armements au Maroc. Michel Pablo est alors arrêté, passe en procès à Amsterdam en 1961, avant d'être libéré après quelques mois de prison. Après l'indépendance de l'Algérie, il devient conseiller de Ben Bella, premier président de l'Algérie (1962-1965). Il développe une stratégie autogestionnaire à partir du ministère des biens vacants, et participe à l'organisation de la Tricontinentale avec le militant marocain Mehdi Ben Barka.

## 1965-1969: la conquête de la majorité du PCI par le courant mené par Frank et l'expulsion du pablisme du PCI
Cette période voit un courant, mené par Pierre Frank, devenir majoritaire au sein du Parti communiste internationaliste (PCI) (jusque-là pabliste).
Pierre Frank considère qu'il vaut mieux poursuivre la stratégie d'entrisme et de mobilisation de militants au sein des organisations communistes en France, plutôt que se focaliser sur l'évolution de l'Algérie indépendante et les mouvements de libération nationale tandis que Michel Pablo se replie sur la « commission africaine de la Quatrième internationale » et sa revue, « Sous le drapeau du socialisme ».
La rupture est officialisée en 1965, à la suite d'un congrès houleux, auquel les pablistes ne sont pas conviés, et qui voit leur expulsion de la IVe Internationale. C'est une simple majorité (51 % du congrès) des militants français de la IVe Internationale qui approuve Pierre Frank.
Les quelques dizaines de militants expulsés, forment la Tendance Marxiste Révolutionnaire de la IVe Internationale (TMR-IV) autour de Michel Pablo, Gilbert Marquis, et Michel Fiant.
Contrairement aux étudiants "frankistes" membres du PCI qui fondent la Jeunesse communiste révolutionnaire (JCR) après leur exclusion en 1966 de l'Union des étudiants communistes (UEC, branche étudiante des Jeunesses communistes du PCF), les étudiants « pablistes » exclus du PCI ne fondent pas une nouvelle organisation politique mais travaillent avec le courant dit « italien » de l'UEC, qui regarde d'un œil favorable les effets du krouchtchevisme. Ils sont à l'origine de la création en 1967/1968 des Comités d'action lycéens (CAL) dont Maurice Najman est un des fondateurs.
En 1968 ils se constituent en Alliance marxiste révolutionnaire et lancent un appel à l'unité aux organisations se réclamant du trotskisme conjointement avec le PCI (désormais) de Pierre Frank et le groupe « Voix ouvrière » (futur « Lutte ouvrière »). Partisans de l'unité des révolutionnaires, ils s'impliquent en juin 1968, avec des dissidents du PCF, notamment issus de la mouvance « italienne », dans le CIMR, « Comité d'Initiative pour un Mouvement Révolutionnaire », et sont actifs dans la solidarité avec le peuple tchécoslovaque.
En 1969, ils soutiennent la candidature d'Alain Krivine à l'élection présidentielle.

## 1969-1977: de la fusion dans l'Alliance Marxiste Révolutionnaire à une fusion avec une partie de la Ligue Communiste Révolutionnaire
Un an après mai 68, le PCI ayant été dissout, une partie de ses anciens militants ("tendance Frank") rejoignent les étudiants "pablistes" dans l'Alliance marxiste révolutionnaire (AMR), qui adopte une orientation prenant en compte les nouveaux mouvements sociaux et vise à faire converger les thématiques autogestionnaires . L'AMR publie un journal, mensuel puis hebdomadaire, L'Internationale.
De son côté, la "Tendance Marxiste Révolutionnaire de la Quatrième Internationale" (TMR-IV) de Pablo et de son cercle rapproché se transforme en 1972 en "Tendance Marxiste Révolutionnaire Internationaliste" (TMRI), ce qui officialise, selon l'International Institute of Social History (IISH), sa rupture avec l'héritage trotskiste.
Dans les lycées l'Alliance marxiste révolutionnaire participe avec la Jeunesse étudiante chrétienne (JEC) et le PSU aux comités d'action lycéens (CAL).
Chez les étudiants elle tente de maintenir malgré la scission de l'UNEF une « tendance syndicaliste révolutionnaire ».
Dans l'enseignement et les entreprises, elle est présente dans la tendance "École émancipée" de la FEN, la CFDT et la CGT.
À l'échelle internationale, elle s'investit dans la solidarité avec les chiliens menacés par le Coup d'État de 1973 au Chili et examine leur expérience de pouvoir populaire, comme elle l'avait fait pour le Printemps de Prague.
En France, alliant objectif d'autogestion et stratégie de front unique, l'Alliance marxiste révolutionnaire se prononce pour un gouvernement PS-PCF s'appuyant sur des comités de base.
L'Alliance marxiste révolutionnaire appuie au printemps 1974 la candidature de Charles Piaget, syndicaliste de la CFDT actif à l'usine de Lip où une expérience d'autogestion est en cours, à l'élection présidentielle. Pendant ce temps, Michel Rocard arrive à imposer au sein du PSU le soutien à la candidature de Mitterrand.
Le départ de Michel Rocard du PSU après l'élection présidentielle de 1974 donne l'occasion à l'AMR de réaliser sa fusion dans le PSU. L'AMR regroupe dans cette dynamique de fusion plusieurs centaines de militants. Elle ne s'organise pas en fraction dans le PSU, mais la "Tendance Marxiste Révolutionnaire Internationaliste" (TMRI) continue à publier sa revue internationale "Sous le drapeau du socialisme".
Trois ans plus tard, en 1977, la plupart des militants de l'ex-Alliance marxiste révolutionnaire quittent le PSU pour fonder les Comités communistes pour l'autogestion (CCA) avec des membres de la LCR.